# Hermann Bruno Wetschnig
Hermann Bruno Wetschnig (* 7. Oktober 1927 in Spittal an der Drau, Kärnten; † 23. November 1972 in Klagenfurt) war ein österreichischer Politiker der Sozialistischen Partei Österreichs (SPÖ).

## Ausbildung und politische Funktionen
Nach dem Besuch der Pflichtschulen wurde er im Jahr 1945 Sekretär der Sozialistischen Jugend Spittal an der Drau. Später wurde er Sekretär der SPÖ Spittal an der Drau und Landesparteisekretär der SPÖ Kärnten. 
Er wurde am Zentralfriedhof Annabichl in Klagenfurt begraben, das Grab wurde mittlerweile aber aufgelöst.

## Politische Mandate
- 12. Juli 1963 bis 12. April 1965: Mitglied des Bundesrates (X. Gesetzgebungsperiode), SPÖ